# Frank Lucas
Pour les articles homonymes, voir Lucas.
 (mai 2020).
Si vous disposez d'ouvrages ou d'articles de référence ou si vous connaissez des sites web de qualité traitant du thème abordé ici, merci de compléter l'article en donnant les références utiles à sa vérifiabilité et en les liant à la section « Notes et références ».
Frank Lucas, né le 9 septembre 1930 à La Grange (Caroline du Nord) et mort le 30 mai 2019 dans le New Jersey, est un trafiquant d'héroïne américain et chef d'une organisation criminelle basée à Harlem de la fin des années 1960 au milieu des années 1970. Il connaît une nouvelle notoriété dans les années 2000 avec la sortie d’un film inspiré de sa vie, American Gangster, de Ridley Scott.

## Biographie

### Jeunesse
Frank Lucas naît à La Grange, en Caroline du Nord, et grandit à Greensboro, dans le même État. Il raconte que l'incident qui motiva sa vie criminelle est d’avoir été témoin de l'assassinat de son cousin, âgé de 13 ans, par le Ku Klux Klan, pour avoir supposément reluqué une femme blanche à Greensboro.

### Débuts du parcours criminel
Sa vie dévie dans le crime jusqu'à ce qu'une bagarre éclate avec un ancien employé. Sur le conseil de sa mère, il s'en va alors vivre à New York.
La réalité de sa relation avec Bumpy Johnson serait douteuse. Lucas affirme avoir été son chauffeur pendant quinze ans, bien que Johnson ait passé cinq ans en prison avant sa mort en 1968. Selon la veuve de Johnson, la plupart de ses histoires appartiennent à un autre jeune arnaqueur, nommé Zach Walker et vivant avec Bumpy et sa famille, qui finit par le trahir.

### Succès avec la vente d’héroïne
La guerre du Viêt Nam est déclarée en 1964. Frank Lucas découvre plus tard à la télévision qu’un tiers des GIs sont devenus accros à l'héroïne, vendue à très bas prix sur place.
Dans un bar de Harlem, le Jack's Bar Star, refuge des soldats noirs de retour des combats, il rencontre un ancien sergent, Leslie « Ike » Atkinson, un garçon de la campagne, de Goldsboro, en Caroline du Nord, marié avec une cousine de Lucas. Atkinson et Lucas décident alors de se lancer dans le trafic de drogue. Souhaitant supprimer les intermédiaires dans le trafic de stupéfiants, ils achètent l'héroïne directement à la source dans le Triangle d'or. Ils organisent le transport d'héroïne depuis le Viêt Nam jusqu'aux États-Unis en faisant aménager des doubles-fonds dans des cercueils qui rapatrient les corps de soldats américains décédés. Mais la Drug Enforcement Administration affirme plutôt que la drogue était envoyée dans des meubles.
Dans les années 1970, l'héroïne que fait importer Lucas est pure de 98 % à 100 %, avant d'être coupée pour être encore trois fois plus forte que la meilleure héroïne en circulation. Il nomme cette nouvelle drogue « Blue Magic ». Elle engendre une véritable épidémie de surdoses du Maine à la Floride. C'est à la suite de ces décès que le gouvernement décide de mettre en place des unités de lutte contre la drogue à Boston, à New York, dans le New Jersey, à Washington, à Philadelphie et à Miami.
Pour vendre sa marchandise, il fait bloquer la 116e rue de Harlem de 14 h à 17 h. Ayant l'esprit d'entreprise, il veut développer son produit comme une marque. Après sa chute, il déclare avoir gagné à peu près 52 millions de dollars, la plus grande partie de cet argent étant logée sur des comptes aux îles Caïmans. Il affirme avoir vendu en tout 1 000 kilos d'héroïne avec un profit à peu près de 300 000 $ par kilo. 
Ami de nombreuses stars, il affirme plus tard avoir rencontré Howard Hughes dans un club sélect de Harlem.

### Arrestation de 1975 et emprisonnement
Richie Roberts, un ancien Marine, inspecteur fédéral et juriste du New Jersey, traque Lucas et son organisation.
En janvier 1975, sa maison à Teaneck, dans le New Jersey, est investie par des policiers de la DEA et du bureau du contrôle du crime organisé de la police de New York. Dans la maison, les policiers trouvent 584 683 $. Frank Lucas est plus tard accusé de violations des lois fédérales et de lois de l'État du New Jersey sur les stupéfiants. Tous ses actifs sont saisis, ses propriétés de Chicago, Détroit, Miami, Caroline du Nord, Porto Rico le sont aussi.
En janvier 1976, il est condamné par un tribunal fédéral à 40 ans de prison, auxquels viennent s'ajouter, dix mois plus tard, 30 ans de prison, infligés par un tribunal de l'État du New Jersey. Pour bénéficier d'une réduction de peine, Frank Lucas accepte de coopérer avec la justice américaine et fournit son témoignage permettant de condamner de nombreux policiers corrompus et d'autres caïds. Pour sa sécurité, lui et sa famille sont placés sous le programme de protection des témoins en 1977.

### Nouvelle arrestation et retour en prison
En 1981, du fait de sa coopération, Frank Lucas bénéficie d'une réduction de peine et d'une libération conditionnelle et sort après cinq ans de prison. 
Mais il est de nouveau arrêté en 1984, pour avoir essayé d'échanger une once d'héroïne plus 13 000 $ contre un kilogramme de cocaïne. Il est alors défendu par son ancien accusateur, Richie Roberts, devenu entretemps avocat au pénal et avec qui il s'est lié d’amitié. Il est emprisonné pendant sept ans et sort en 1991. Il décide ensuite de quitter le banditisme.

### Dernières années

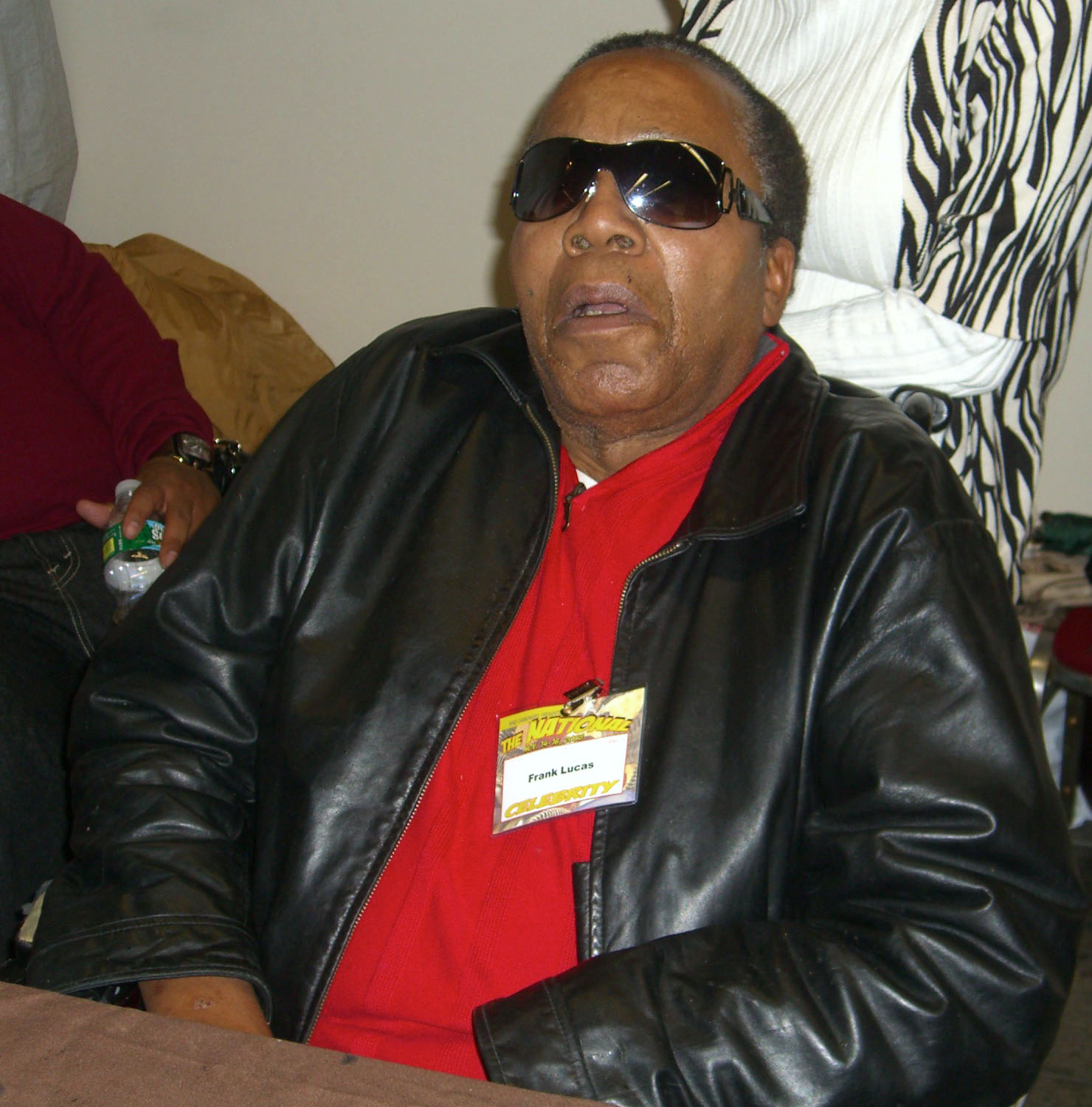
Frank Lucas en 2008.

En 2005, il est victime d'un accident sur la voie publique qui lui brise les jambes et dont les séquelles le condamnent au fauteuil roulant. 
Il meurt le 30 mai 2019, à 89 ans, dans le New Jersey,.

## Famille
Marié avec Julianna Farrait, une Américano-Portoricaine (qui n'a jamais été Miss Puerto Rico comme indiqué dans le film American Gangster), ils ont ensemble deux enfants : une fille, Francine Lucas-Sinclair, et un fils, Frank Lucas, Jr. La première est entrée dans le programme de protection des témoins avec Frank Lucas en 1977 et a depuis lancé un site internet contenant des ressources pour les enfants de parents emprisonnés. Son fils a quant à lui évolué dans le monde du hip-hop.
Frank Lucas reçut un manteau à 125 000 $ et un chapeau à 40 000 $, offerts par sa femme, ce qui lui causa certains problèmes, notamment  l'intérêt soudain des policiers à son égard. À sa libération, Frank Lucas vécut séparé de son épouse, mais ils se réconcilièrent en 2006. Julianna Farrait a été condamnée à cinq ans de prison à l'âge de 65 ans, en 2010, pour la tentative de vente de deux kg de cocaïne.

## Culture populaire
Le film American Gangster de Ridley Scott, sorti en 2007, raconte une partie de la vie de Franck Lucas et Richie Roberts. Frank Lucas y est joué par Denzel Washington et Richie Roberts par Russell Crowe. Les anciens agents de la DEA Jack Toal, Gregory Korniloff et Louis Diaz ont intenté une action en justice contre Universal pour diffamation ; la poursuite a finalement été classée par la juge de district américaine Colleen McMahon.
Une série documentaire, American Gangster, est également diffusée en 2005 sur BET (narrateur Ving Rhames).